# Castelverde
Castelverde (fino al 1868 Castagnino Secco, tuttora Castegnìin in dialetto cremonese) è un comune italiano di 5 709 abitanti della provincia di Cremona in Lombardia.

## Geografia fisica
Il territorio comunale di Castelverde è in grandissima parte pianeggiante, a una quota media di circa 50 metri. Il settore occidentale del territorio presenta tuttavia una serie di avvallamenti, terrazzi, scarpate morfologiche che delimitano sia la presunta linea costiera del già citato Lago Gerundo, che si suppone esistito in tempi storici, sia la cosiddetta paleovalle del Morbasco, una valle fluviale di pianura attualmente percorsa da questo modesto corso d'acqua ma che si ritiene sia stata scavata da un antico fiume, di portata notevolmente maggiore del Morbasco del giorno d'oggi, probabilmente un antico ramo dell'Oglio. Dislivelli e scarpate morfologiche sono facilmente individuabili a nord, in prossimità di Castelnuovo del Zappa, e attorno a Costa Sant'Abramo.
Oltre al Morbasco, l'altro principale corso d'acqua che bagna il comune è il Naviglio Civico della Città di Cremona, nel settore orientale del territorio comunale.

## Storia
La zona immediatamente a nord di Cremona, dove si trova ora Castelverde, sembra essere stata abitata in modo continuativo già da tempi molto antichi, addirittura dalla media Età del Bronzo. Nelle vicinanze dell'odierna Ossalengo, la minore delle frazioni di Castelverde, sono stati rinvenuti nel 1898 i resti di una terramara, ovverosia un insediamento costituito da edifici in legno fondati su palafitte. Occorre infatti accennare, a questo proposito, che l'area compresa tra i fiumi Serio, Adda e Oglio, in tempi antichi e fino all'epoca romana, era caratterizzata da estese paludi e superfici acquitrinose, periodicamente inondate dalle esondazioni dei suddetti fiumi, i quali seguivano un corso presumibilmente differente dal loro percorso odierno (un ramo dell'Adda secondo storici e geologi scorreva a nord di Cremona gettandosi nel Po molto più a valle di quanto non avvenga ora) e non avevano ancora subito opere di rafforzamento degli argini. Pur non trattandosi di un vero e proprio bacino lacustre, ma piuttosto di un alternarsi non ben definito di zone emerse, pantani, rami fluviali abbandonati e acquitrini, l'intera area prese il nome di lago Gerundo. Il nome della frazione di Costa S.Abramo potrebbe trarre origine, infatti, dall'antico litorale del suddetto lago.
La bonifica dell'intera zona paludosa (che, come si può facilmente pensare, doveva trattarsi di un luogo malsano e inadatto a qualsiasi insediamento umano) iniziò in modo decisivo con la colonizzazione da parte dei Romani nel I secolo d.C. Sono stati rinvenuti, in alcuni cascinali della zona, frammenti di mosaici e resti di tombe, risalenti proprio a quel periodo.
Nell'intera area di pertinenza comunale sono stati individuati, nel corso di sistematiche ricerche archeologiche di superficie condotte in collaborazione con dipartimenti universitari di Genova e Padova dal ricercatore Piermassimo Ghidotti tra il 1985 e il 1995, numerosi insediamenti romani rurali, la cui catalogazione ha consentito una prima definizione del popolamento rustico di quel periodo in un'area significativa della media pianura padana.
Dopo la fine dell'Impero Romano, vale a dire dopo il V secolo, la zona fu interessata dalla continuazione delle opere di bonifica da parte dei monaci, benedettini in un primo tempo, cistercensi a partire dal XII secolo. Furono proprio i monaci cistercensi, stanziati nel monastero di Cavatigozzi, alle porte della città, a detenere il possesso di queste terre e a fondare l'antica chiesa del paese, ma di ciò non si hanno notizie precise. Il primo documento ufficiale (1191) che si riferisce al borgo di Castaneto è un atto di investitura da parte del vescovo di Cremona Sicardo alla famiglia Sommi, a cui il presule affidava il feudo.
Documenti dei secoli successivi, suggeriscono che i nuclei abitati che attualmente costituiscono le frazioni di Castelverde abbiano avuto storia autonoma, anche dal punto di vista amministrativo, sino all'unità d'Italia. Le carte corografiche del Lombardo-Veneto ad esempio, che risalgono al 1836, mostrano il territorio attuale diviso in dieci comuni. Costituirono comune autonomo le attuali frazioni di Castelnuovo del Zappa (allora chiamato Castelnuovo del Zappa Corrado), Costa Sant'Abramo, Livrasco, Ossalengo, Marzalengo e San Martino in Beliseto, come pure altre località che oggi non detengono neppure lo status di frazione, ossia Cavallara (Cavalera), Breda de' Bugni, Costa Santa Caterina, Licengo e Dosso Baroardo. Il centro abitato di Castagnino, attuale capoluogo comunale, non viene neppure menzionato ma si suppone che fosse frazione di Breda de' Bugni. Un dato curioso a proposito della suddivisione amministrativa prima del 1861, è mostrato nella medesima carta: i comuni di Breda, Castelnuovo, Licengo e Costa erano compresi nel circondario di Pizzighettone, mentre tutti gli altri facevano parte del circondario di Robecco.
La fusione dei vari comuni storici è avvenuta in più fasi. Nel primo dopoguerra esistevano i comuni di Castelverde (con sede nell'abitato di Castagnino Secco), San Martino in Beliseto e Tredossi, risultanti da una prima ridefinizione degli enti amministrativi pre-unitari. A seguito dell'accorpamento di questi tre comuni, fu formato l'attuale territorio comunale. Si trattava all'epoca di un comune sparso, in quanto il toponimo Castelverde non identificava ancora un preciso centro abitato bensì l'intero territorio. Il municipio fu istituito a Castagnino Secco, in posizione centrale rispetto alle altre frazioni e già sede di uffici di pubblica utilità oltre che dell'ospedale (tuttora esistente come istituzione, anche se trasformato in casa di riposo per anziani e istituto per disabili). La differente denominazione del comune e del suo capoluogo dava tuttavia luogo a confusione, amplificata dal curioso fatto che l'ufficio postale, il quale pure aveva sede nel capoluogo, portava il nome della frazione di Livrasco. Per sanare tale situazione il consiglio comunale deliberò il 13 novembre 1954 di modificare il nome della frazione capoluogo da Castagnino Secco in Castelverde: il presidente della Repubblica, con suo decreto del 14 ottobre 1957 accolse la proposta del consiglio e da allora la denominazione "Castagnino Secco" scomparve da qualsiasi documento ufficiale. Il cambiamento fu accolto con favore dalla popolazione locale, in quanto l'aggettivo "secco" poteva dare adito ad errate interpretazioni (non si riferisce infatti all'aridità del suolo, poiché la zona è ben irrigata, bensì ha un'etimologia antica, trattandosi, probabilmente, di una corruzione del nome del vescovo Sicardo). Il nuovo toponimo si riferisce a un castello, che compare anche nello stemma comunale pur non essendo probabilmente mai esistito, e al colore della campagna. Ciò nonostante, permane (specialmente da parte di persone anziane) l'uso del vecchio toponimo Castegnìn in vernacolo cremonese per indicare sia il capoluogo, sia il comune.
Attualmente costituisce il più popoloso comune della fascia suburbana di Cremona, e recentemente, proprio grazie alla vicinanza con il capoluogo e alla facilità di raggiungerlo, si è notevolmente espanso passando dai poco più di 3 000 abitanti del 1970 agli oltre 5 000 attuali; l'espansione è tuttora in corso e si prevede che entro il 2015 il comune possa superare i 6 000 abitanti, diventando così il 10º comune più popoloso dell'intera provincia di Cremona.

### Simboli
Lo stemma e il gonfalone sono stati concessi con regio decreto del 28 settembre 1929.
(Art. 2 c. 3 dello Statuto)
Il gonfalone è un drappo di bianco.

## Monumenti e luoghi d'interesse

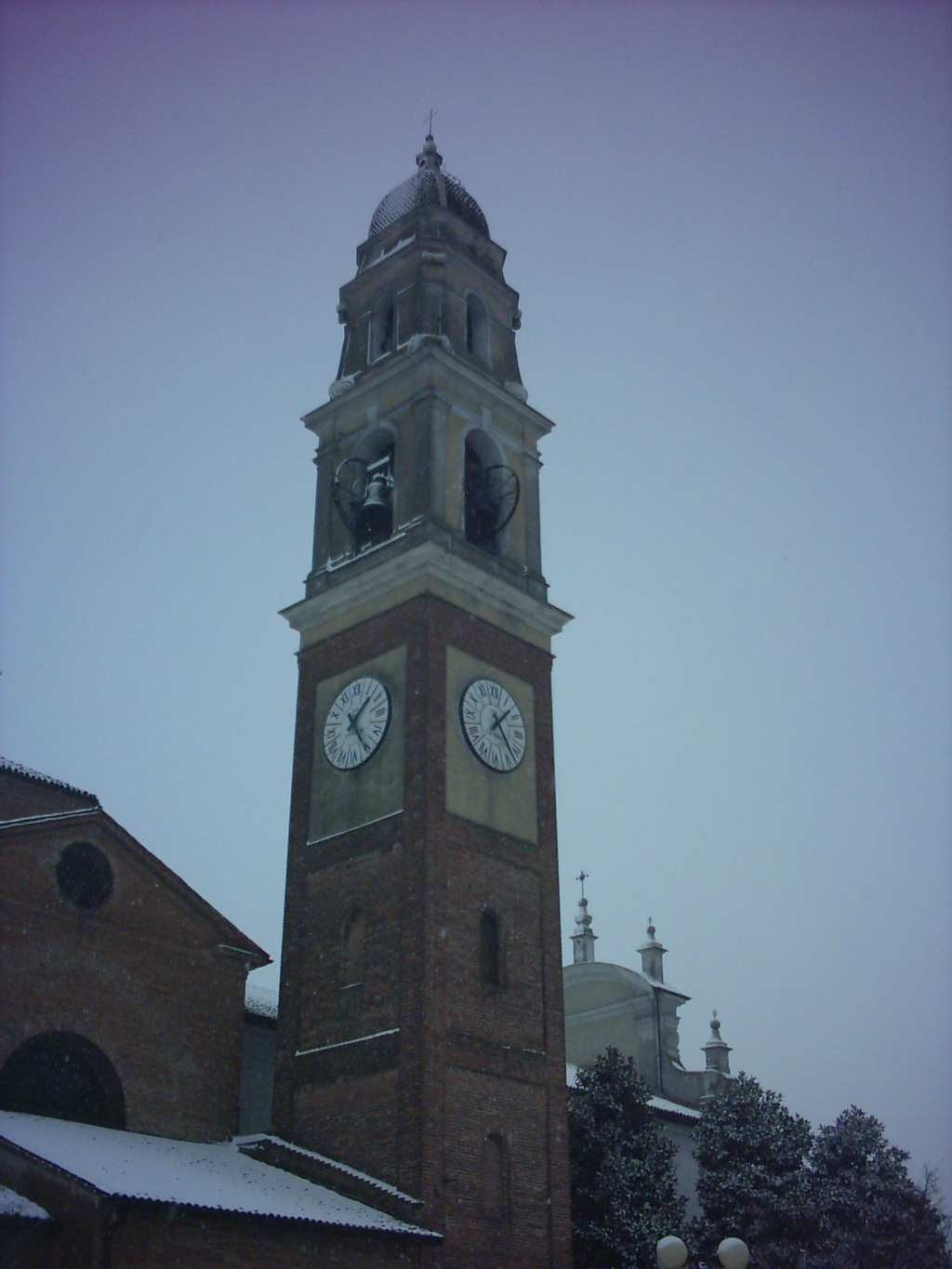
Il Campanile della chiesa di Sant'Archelao

### Architetture religiose
Chiesa Parrocchiale di Castelverde
La chiesa parrocchiale del capoluogo, dedicata a sant'Archelao diacono e martire, è uno dei più importanti esempi di barocco cremonese. Iniziata nel 1677 su progetto dell'architetto Francesco Pescaroli e ultimata pochi anni dopo, venne ampliata nel 1874 dall'architetto Visioli, con l'aggiunta del transetto e dell'abside e l'innalzamento dell'ampia cupola. L'interno del tempio è barocco con una forte impronta classica (forse basato su quello della basilica di S. Andrea a Mantova).

Di rilievo si segnalano la pala dell'altare maggiore (Martirio di sant'Archelao), realizzata da Francesco Boccaccino (1660-1750) e, del medesimo artista, la pala d'altare della prima cappella di sinistra (San Francesco Saverio). Al noto pittore cremonese Angelo Massarotti (1653-1723) sono attribuiti la Pietà con santi nella prima cappella di destra e gli affreschi nel presbiterio, attorno all'altare. Alcune delle pregevoli ancone in legno sono da ascrivere a Giuseppe Bertesi (1643-1710), celebre scultore padano. Inoltre, sono conservate nella chiesa le uniche due opere conosciute di Stefano Lami, pittore cremonese vissuto nel XVII secolo: il Martirio di san Sebastiano e il Martirio di sant'Orsola.

Nel tempio sono conservate, dal 1907, le reliquie e il corpo del martire romano a cui la chiesa stessa è dedicata.

Sulla sinistra dell'edificio si eleva il caratteristico campanile, coevo alla chiesa; è alto 42 metri.

L'organo "Marzoli & Rossi" venne inaugurato nel maggio 1924 da Federico Caudana.
Chiesa di San Michele a Castelnuovo del Zappa
Riedificata in stile neogotico sul precedente tempio, all'inizio del Novecento.
Chiesa di San Martino a San Martino in Beliseto
Costruzione ottocentesca recentemente restaurata. Il suo interno è a tre navate.
Chiesa di Marzalengo
Elegante edificio del XVI secolo, è la chiesa più antica del territorio comunale tuttora esistente. Al suo interno si conserva una tela del Moncalvo.
Santuario della Madonna della Speranza
Moderna chiesa edificata negli anni settanta del XX secolo, situata all'ingresso nella frazione di Livrasco lungo la provinciale che conduce a Bettenesco.

### Architetture civili
Palazzo Comunale
Il palazzo sede del Comune si trova nel centro del capoluogo. Si tratta di un edificio di origine rinascimentale (tardo XV secolo o inizio XVI secolo) profondamente rimaneggiato e alterato nel tempo a seconda della funzione a cui fu destinato. Pare appartenesse in origine alla famiglia Visconti. La facciata, rivolta verso l'appartata piazza del Comune, è caratterizzata da una loggia a tre archi su colonne in marmo.
Castello Trecchi
Il castello Trecchi si trova nella località di Breda de' Bugni, piccolo gruppo di rustiche abitazioni situato circa 1 km a sud del paese. Si tratta di un edificio di origine tardo-medievale (secolo XIV), costruito dalla famiglia Bugni probabilmente sopra i resti di un precedente fortilizio. Il castello subì in seguito alcune importanti modifiche allorché venne acquisito dai marchesi Trecchi tra il XV e il XVI secolo allo scopo di renderlo una sontuosa residenza di campagna; ulteriori interventi vennero apportati alla struttura nei secoli successivi, sino all'ultimo grande restauro compiuto nel 1998. Attualmente l'edificio, inserito al centro di un'ampia corte rettangolare, si presenta come un unico corpo lineare delimitato da due torri, di diverse dimensioni, che presentano alle sommità gli elementi funzionali e decorativi (beccatelli e merlature cieche) tipici dell'architettura cremonese del quattrocento; l'ingresso principale è rappresentato da un arco a tutto sesto, ed è caratterizzato dai resti dell'apparato di manovra dell'originario ponte levatoio, oggi scomparso così come il fossato, che è stato interrato. La facciata posteriore, rivolta verso la campagna, presenta una loggetta con caratteristiche rinascimentali. Attualmente il castello, di proprietà privata, ospita nei suoi locali un agriturismo con annesso ristorante.
Ville e cascine
- Villa Schinchinelli, in località Cavallara, è un palazzo risalente al XVII secolo, residenza di campagna di una nobile famiglia cremonese. La corte su cui troneggia la facciata dell'edificio è delimitata anteriormente da due caratteristiche torrette angolari, disposte in modo perfettamente simmetrico rispetto all'ingresso centrale. Il complesso si presenta attualmente in stato di cattiva conservazione.
- Villa Sommi-Picenardi a Licengo, 2 km a nord di Castelnuovo del Zappa. Residenza di campagna al centro di un vasto possedimento agricolo, si presenta come una corte chiusa, con casa padronale di linee ottocentesche e annessa cappella gentilizia. Anche in questo caso due eleganti torri a base quadrata e coronamento ottagonale delimitano a nord il complesso di edifici.
- Cascina Mancapane, 6 km a nord di Castelverde al confine con il comune di Casalbuttano. La corte ottocentesca è caratterizzata da una facciata, rivolta verso ovest, che richiama elementi castellani di gusto nordico. Le due torrette angolari hanno la sommità cinta da merli.
- Villa Vernaschi a Ossalengo, con annessa cappella settecentesca, deriva probabilmente da un antico fortilizio di cui non si hanno ulteriori notizie, a giudicare da alcuni elementi rimasti nell'architettura della villa, tra cui la base fortemente a scarpa. L'edificio attuale risale al settecento.

Itinerari naturalistici

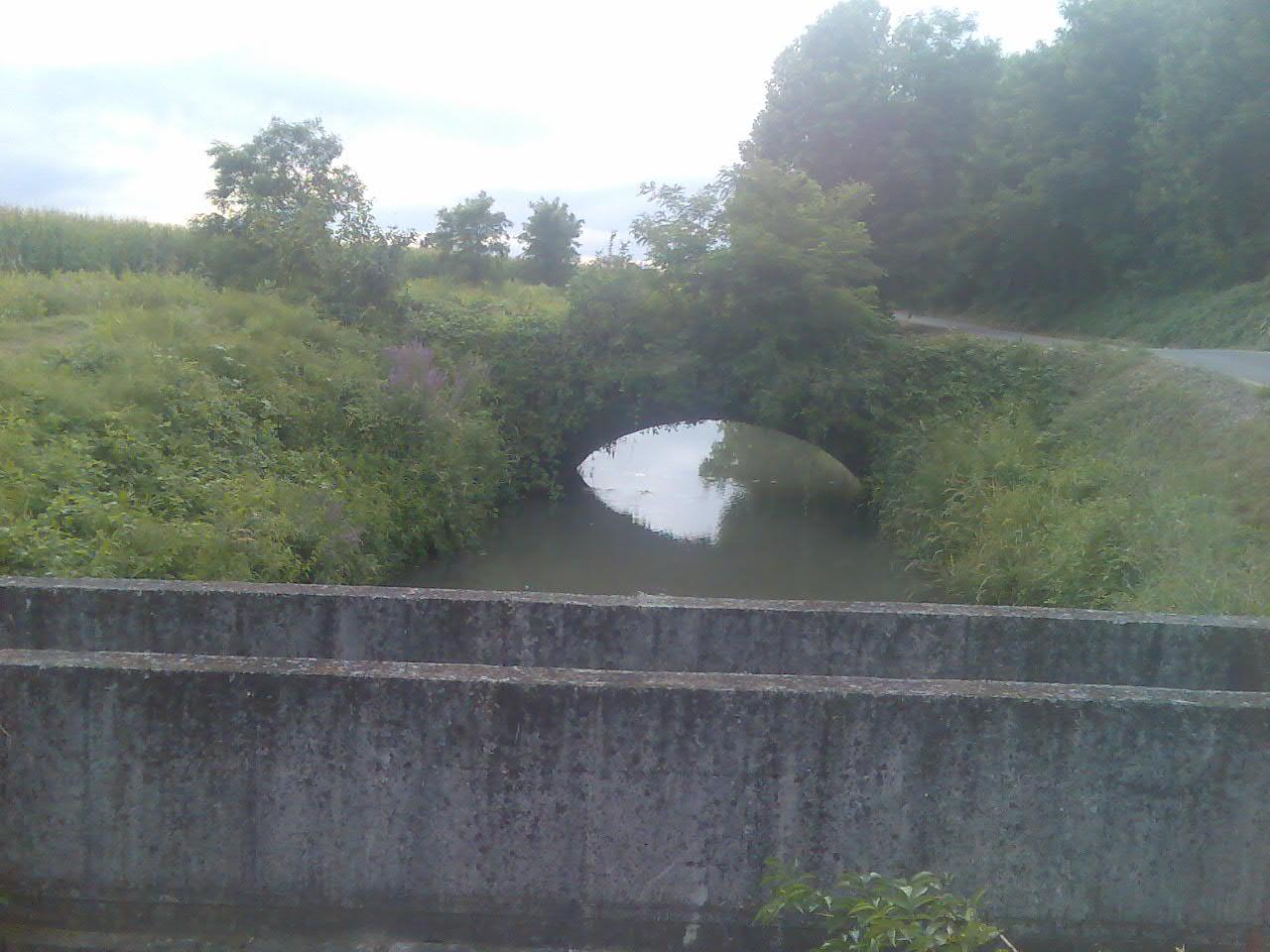
Il Naviglio Civico all'ingresso nel territorio comunale di Castelverde.

Il territorio di Castelverde è fortemente caratterizzato dall'agricoltura: gran parte della campagna è occupata da coltivazioni intensive di mais, orzo, soja e altre specie vegetali. Tuttavia permangono, in particolare lungo i grandi canali di irrigazione che solcano la pianura, lembi dell'originaria vegetazione spontanea che un tempo doveva coprire vaste estensioni della Pianura Padana. Le aree lungo le rive del Morbasco e del Naviglio Civico sono tuttora oasi di tranquillità e di contatto con la natura, ove non è difficile imbattersi, inoltre, nelle specie animali tipiche della zona, dalle lepri, ai fagiani selvatici, e alle gallinelle d'acqua, tuttora molto diffusi.

Sono stati completati, allo scopo di rendere accessibile a tutti questi luoghi caratteristici, alcuni itinerari percorribili a piedi o in bicicletta che partono nella maggior parte dei casi dalla piazza principale di Castelverde.
- Pista Ciclopedonale del Naviglio Civico: costeggia il Naviglio da Cremona a Casalbuttano lungo un percorso di 15 km. Completamente asfaltata, tranne il tratto (km 2) dall'incrocio con la provinciale 40 tra Livrasco e Ossalengo e la località Scanno della Magia tra Marzalengo e Casalsigone (frazione di Pozzaglio. Numerose le connessioni con la rete stradale ordinaria, per mezzo della quale è possibile raggiungere rapidamente i centri abitati.
- Pista Ciclabile del Castello di Breda, itinerario storico-naturalistico che, partendo da Castelverde, raggiunge Costa S. Abramo passando dal Castello Trecchi di Breda de' Bugni. In corrispondenza dell'incrocio con la strada provinciale tra Costa e Castelnuovo del Zappa è possibile ammirare un pregevole mulino ad acqua, abilmente restaurato, con la grande ruota alimentata dal Morbasco. La pista, lunga 5 km, è in parte asfaltata, in parte su ghiaia o a fondo naturale.
- Pista ciclopedonale Castelverde-Castelnuovo, interessante percorso di 3 km, interamente a fondo naturale (terra battuta), che ricalca il tracciato dell'antica strada comunale tra le due località, utilizzata prima che venisse realizzata la provinciale asfaltata. A metà cammino si incontra un'antica pietra miliare, opportunamente segnalata, che indicava l'antico confine tra i due comuni quando ancora essi erano entità autonome
- Pista ciclopedonale dei Dossi, così chiamata perché tocca due dei cosiddetti dossi (Dosso Cavallino e Dosso Baroardo), ossia porzioni di campagna leggermente più elevate del resto della pianura circostante, anticamente luoghi fortificati. Parte dalla piazza centrale di Castelverde, percorre via Ubaldo Ferrari sino alla torre piezometrica dell'acquedotto, poi svolta a destra, raggiungendo la cappelletta della Madonna dei Morti del Dosso, piccolo luogo sacro caro alla gente del paese, tra le acque della roggia Trecca e quelle della roggia Trecchina. La pista prosegue oltre, rasentando lo stadio comunale e innestandosi poi sul tracciato della vecchia strada Cremona-Bergamo, soppiantata dalla ex statale "Soncinese", che corre pochi metri a lato. Si oltrepassa la cascina Dosso Baroardo e si raggiunge San Martino in Beliseto, dopo un percorso di 4 km completamente asfaltati.

## Società

### Evoluzione demografica
Abitanti censiti

### Etnie e minoranze straniere
Al 31 dicembre 2008 gli stranieri residenti nel comune di Castelverde in totale sono 308. Tra le nazionalità più rappresentate troviamo:
1. Romania, 73
2. India, 65
3. Egitto, 54
4. Marocco, 34

### Qualità della vita e riconoscimenti
- Comune Riciclone 2011 - Premio RAEE: un importante riconoscimento che premia Castelverde come primo comune del nord Italia per il riciclo dei rifiuti da apparecchiature elettriche ed elettroniche[13].

## Geografia antropica
Il comune di Castelverde ha sede nel centro omonimo, e si compone del capoluogo, 6 frazioni e alcuni nuclei sparsi che non costituiscono centro abitato.
- Castelverde è il centro maggiore e capoluogo comunale. Ha 2 750 abitanti e in esso si concentra la maggior parte delle strutture, dei locali pubblici e dei servizi. È prevalentemente moderno, e in rapida espansione dal punto di vista edilizio e quindi anche dal punto di vista demografico. Vi ha sede il nuovo plesso scolastico (scuole elementari, nell'edificio di via Stradivari, e scuole medie, nella struttura di via Ubaldo Ferrari) che accoglie, dal 2001, tutti gli alunni del comune dopo la soppressione degli istituti scolastici di San Martino e Costa S. Abramo. In Castelverde si trovano anche il nuovo stadio comunale e il palazzetto dello sport. La casa di riposo Opera Pia SS. Redentore è tra le più grandi della provincia.

Frazioni
- Costa Sant'Abramo
- Castelnuovo del Zappa
- San Martino in Beliseto è situato 4 km a nord del capoluogo, sulla strada provinciale per Bergamo dove si stacca la diramazione per Quinzano d'Oglio e quindi per Brescia. Attualmente vi risiedono 460 persone.
- Marzalengo
- Livrasco e Ossalengo sono due nuclei distinti, separati dal corso del Naviglio, che costituiscono amministrativamente la medesima frazione. Complessivamente la loro popolazione arriva a 310 unità.

Principali località
- Altre località, costituite da gruppi di cascine isolati nella campagna, sono Breda de' Bugni, Licengo, Cavallara, Castelletto Anghinori, Fossadoldo e Dosso Baroardo. Sino a metà del XIX secolo molte di esse costituivano addirittura dei comuni autonomi.

## Economia

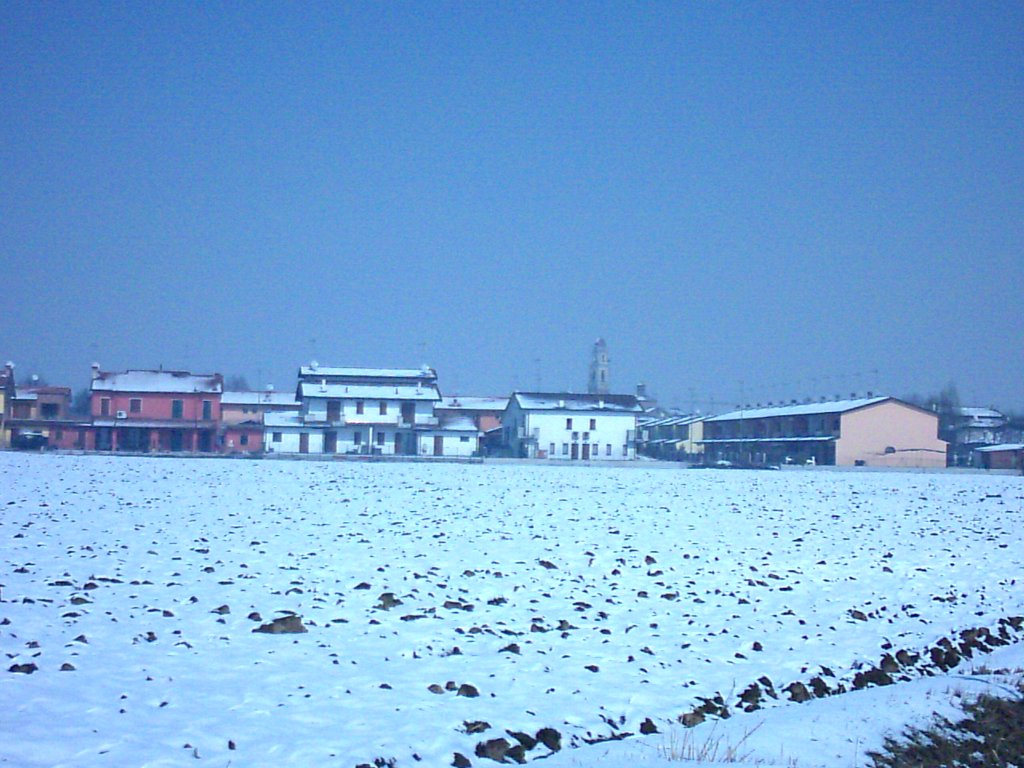
Veduta invernale del capoluogo comunale

Su 30,9 chilometri quadrati di superficie, l'88,3% (pari a 27,29 km²) è occupato da colture agricole intensive. Sul territorio operano 36 aziende agricole coltivatrici dirette, di cui 14 assumono manodopera. In tutto gli addetti al settore agricolo residenti entro i confini comunali sono circa cinquanta, quindi una piccola percentuale della forza lavoro.
Nel territorio di Castelverde sono in attività una settantina di piccole e medie imprese, tra le quali la più grande ha circa 1000 dipendenti. I settori più rappresentativi sono il metalmeccanico e l'alimentare, ma trovano posto anche alcune aziende tessili e chimiche.
La maggior parte della forza lavoro è impegnata in attività industriali o artigianali, mentre il rimanente è per lo più impiegato nel settore terziario. Poche persone svolgono come primo impiego un'attività connessa con l'agricoltura. Rilevante il fenomeno del pendolarismo, in gran parte convergente verso la vicina città.
Il tasso di disoccupazione si mantiene, nonostante la crisi che ha colpito anche questa zona della Pianura Padana, ben al di sotto della media nazionale.

## Infrastrutture e trasporti
Il territorio comunale di Castelverde è attraversato dalle seguenti strade provinciali ex statali:
- SP ex SS415 (già SS 415 Paullese) Milano-Cremona;
- SP ex SS498 (già SS 498 Soncinese) Bergamo-Cremona;

dalle seguenti strade provinciali:
- SP 40 Paderno Ponchielli-Gadesco (di cui un tratto declassato a strada comunale);
- SP 84 San Martino in Beliseto-Bordolano;

e da una rete di strade comunali di collegamento tra i centri abitati e le strade provinciali.
Il raccordo autostradale di collegamento tra l'ex SS 234 e l'ex SS 415, noto come Peduncolo, interessa il territorio comunale di Castelverde per un breve tratto, nello specifico lo svincolo di terminazione sulla Paullese.
Per quanto riguarda il trasporto pubblico, sia il capoluogo, sia la frazione Costa Sant'Abramo sono serviti da due linee di autobus che fanno parte della rete urbana di Cremona. Le altre frazioni sono invece servite da linee extraurbane.

## Amministrazione

### Gemellaggi
Padula, dal 13 febbraio 2019.